# Montgomery County (Texas)
Montgomery County je okres ve státě Texas v USA. K roku 2010 zde žilo 455 746 obyvatel. Správním městem okresu je Conroe. Celková rozloha okresu činí 2 789 km².